# Patience (Tame Impala)
Patience is een nummer van de Australische band Tame Impala uit 2019.
Het nummer haalde in Tame Impala's thuisland Australië een bescheiden 63e positie. In Nederland wist het nummer geen hitlijsten te bereiken, terwijl het in Vlaanderen met een 3e positie in de Tipparade wel een bescheiden succesje werd.